# 丹·吉尔莫
丹·吉尔莫（Dan Gillmor ）是一位美国科技作家和专栏作家。他是亞利桑那州立大學沃尔特·克朗凯特新闻与大众传播学院新闻合作实验室的主任，该项目旨在提高新闻素养和意识。 
在成为记者之前，吉尔莫曾是在音樂行業摸爬滾打了七年。1986-87年期間，他是密西根大学安娜堡分校密歇根新闻研究员，在那里他学习了历史、政治理论和经济学。 後來吉爾莫在堪萨斯城时报和佛蒙特州的几家报纸工作，随后在底特律自由新聞报社工作了六年。
1994年至2005年，吉爾莫是聖荷西信使報的专栏作家。1999年，他在Mercury News 上發表博客。
吉爾莫于2005年1月离开了Mercury News ，开始创办一家名为Bayosphere的公民新闻，目的是“让公众更容易在互联网上进行报道以及发布新聞”。  該項目於2005 年 5 月启动，  Bayosphere于2006年1月关闭。
在Bayosphere被關閉之后，吉爾莫开始着手一个新项目，即公民媒体中心，这是一个隶属于加州大学伯克利分校新闻研究生院和哈佛大学法学院伯克曼互联网与社会中心的非营利组织。 
2007年，吉爾莫與他人联合创立了在线旅游应用项目Dopplr 。 
2007年11月，吉尔莫被任命为亞利桑那州立大學沃尔特克朗凯特新闻与大众传播学院数字媒体创业中心主任。 吉爾莫自2011年4月以来一直是全球编辑网络的董事会成员。
奖项和荣誉
吉爾莫于2002年获得电子前哨基金会先锋奖。

## 作品
图书
吉爾莫是《草根媒體：部落格傳奇》的作者， 这本书为记者提供了新的互联网工具指南，包括博客、RSS、SMS，并预测了这些工具将如何改变新闻业。2009年，吉爾莫出了《Mediactive》，這是一本关于数字媒体素养的书。 